# 東京都道418号北品川四谷線

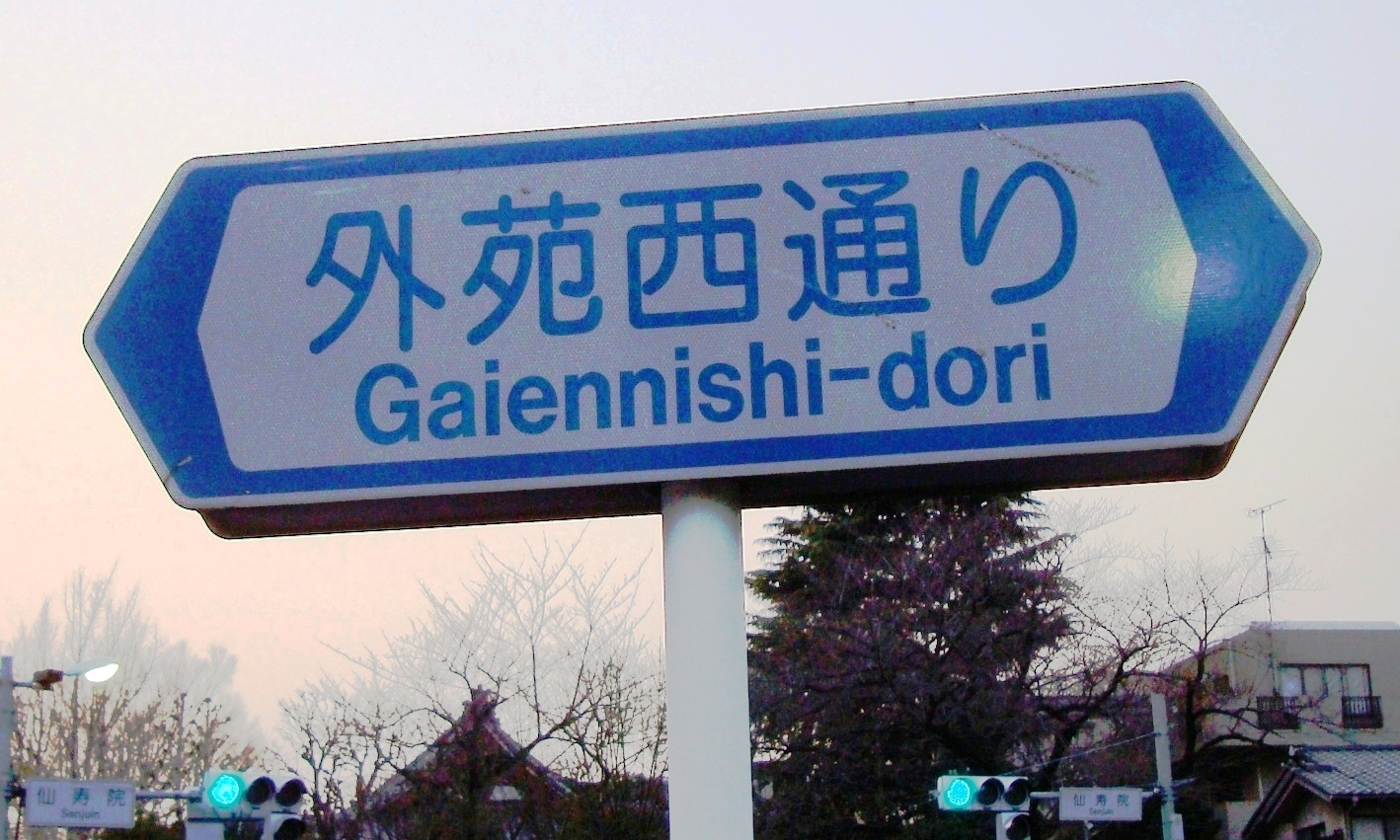
外苑西通りを示す道路標識

東京都道418号北品川四谷線（とうきょうとどう418ごう きたしながわよつやせん）は、東京都品川区と新宿区を結ぶ特例都道で、外苑西通り（がいえんにしどおり）に該当する区間は環状4号線に属している。

## 概要

### 路線データ
実延長
8,568m
本線
- 起点 - 品川区北品川2丁目交差点（国道15号）
- 終点 - 新宿区富久町西交差点（靖国通り）

支線1（プラチナ通り）
- 渋谷区恵比寿3丁目・港区白金6丁目名無し交差点 - 白金台交差点（目黒通り） ※白金6丁目には支線番号1の6キロポストが設置されている。

### 重複区間
- 東京都道317号環状六号線 : 品川区北品川2丁目交差点（起点） - 同区大崎郵便局前交差点

## 路線状況

### 外苑西通り

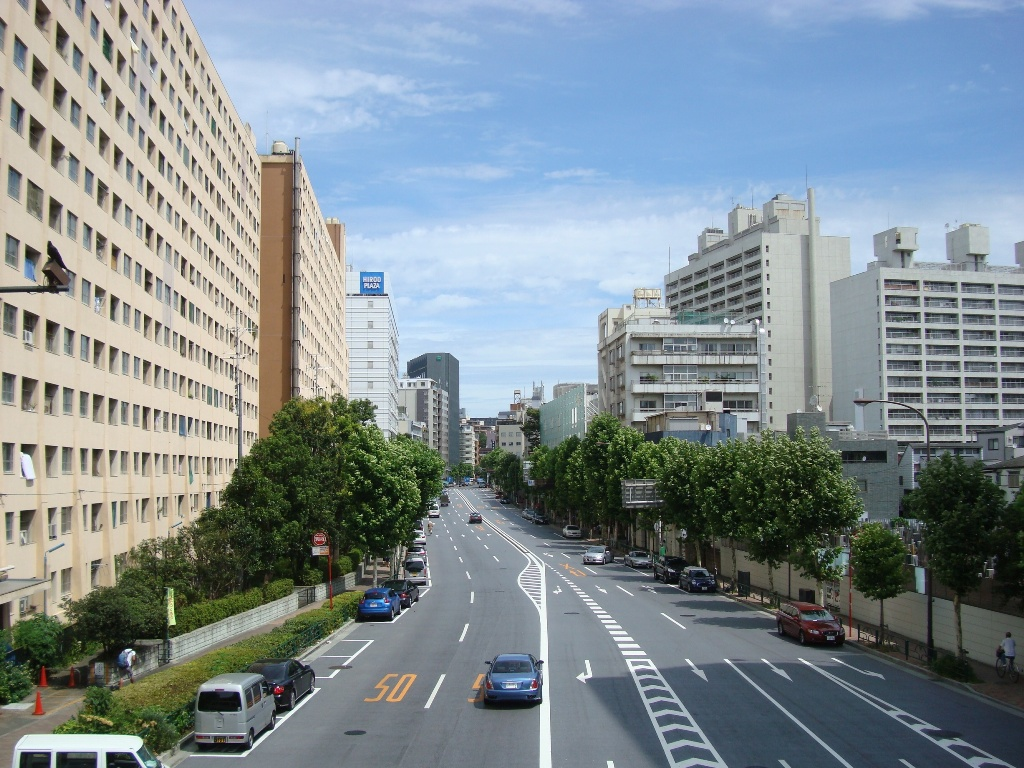
外苑西通り（天現寺〜広尾付近）

東京都道418号北品川四谷線のうち、富久町西交差点から四谷四丁目、南青山三丁目、西麻布、天現寺橋（広尾）を経由し、白金六丁目で左折して白金台交差点に至る区間には「外苑西通り」の名称がついており、これは1984年（昭和59年）の「東京都通称道路名設定」にも含まれている。
外苑西通りは、1964年（昭和39年）に開催された東京オリンピックに向けて着工された通りである。

#### プラチナ通り
外苑西通りのうち、白金6丁目交差点でクランクした白金台交差点までの緩やかな坂道は、「プラチナ通り」との愛称でも呼ばれる。
この愛称は、白金 = プラチナにちなむ。ただし、町名の「白金」は正しくは“しろかね”と読み、銀（シルバー）のことである。

#### 地中海通り
外苑西通りのうち西麻布交差点から、広尾橋を経由し天現寺橋交差点までの区間は、かつて「地中海通り」との愛称で呼ばれることもあった。
この愛称が使われることがあったのは、1970年代後半からバブル期頃までで、当時この辺りには地中海料理の店が何軒も並んでいたために、こう呼ばれたという。

#### キラー通り

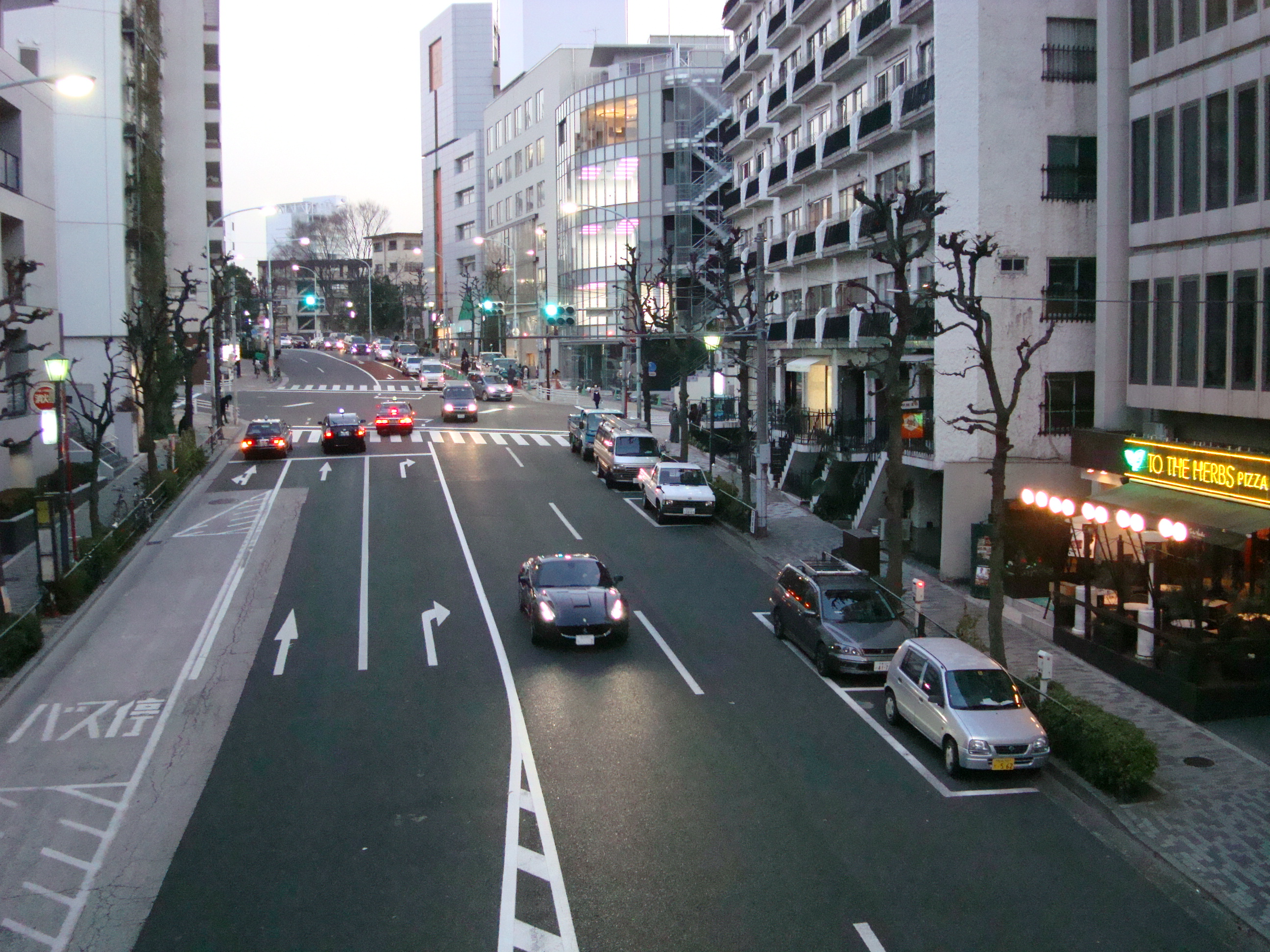
キラー通り（神宮前二丁目、原宿陸橋）

外苑西通りのうち、青山通りと交わる南青山三丁目交差点の前後約1キロメートル、青山霊園脇から仙寿院交差点までの区間には、「キラー通り」という愛称もある。もとは1964年東京オリンピックのときに整備された街路。
「キラー通り」の名称については、コシノジュンコ自身が命名したとする説もあり、コシノ自身は「キラー通り」の名称について、南青山4丁目のこの通り沿いに自身の店を移転した際に「大阪万博（日本万国博覧会）のパビリオンの制服デザインを手掛けた関係から当時通産官僚だった堺屋太一と知り合い、外苑西通りに良い呼び名がないことを相談したところ自分で名付けることを勧められた」としており、思いついたのが「キラーストリート」という名前だったという。その理由は、「青山墓地に面しているから、（死に関連して）悪ノリでキラーと名づけた」のだといわれている。名付け当時、南青山3丁目から霞町の西麻布交差点まで信号機が一つもなく、交通事故も多発していたことも、その背景にあるとされる。また、コシノ自身はキラー通り命名の理由について「ピンキーとキラーズ」が人気だったことから連想したことを、2019年2月に堺屋が死去した際の追悼コメントで改めて明かしている。キラーストリートは、その後「キラー通り」と名を変えて定着し、南青山3丁目交差点から主に神宮前、千駄ヶ谷方面に至る北側のみを指してよばれるようになったという。
渋谷区神宮前二丁目付近のキラー通りには、丘陵を削って左右に高台を残し、その谷底を道路にしている区間がある。この区間では道路（キラー通り）によって作られた谷をまたぐ橋が必要となり、幅2メートルの陸橋「原宿陸橋」が設置されている。原宿陸橋は東側で古道勢揃坂に通じている。
また、キラー通りと呼ばれる区間の北端である仙寿院交差点脇にはビクターエンタテインメント青山スタジオがある。サザンオールスターズはデビュー以来、レコーディングをこのスタジオで行っており、2005年（平成17年）に発売されたアルバムのタイトルは『キラーストリート』で、そのジャケットにはキラー通りの風景イラストが描かれた。

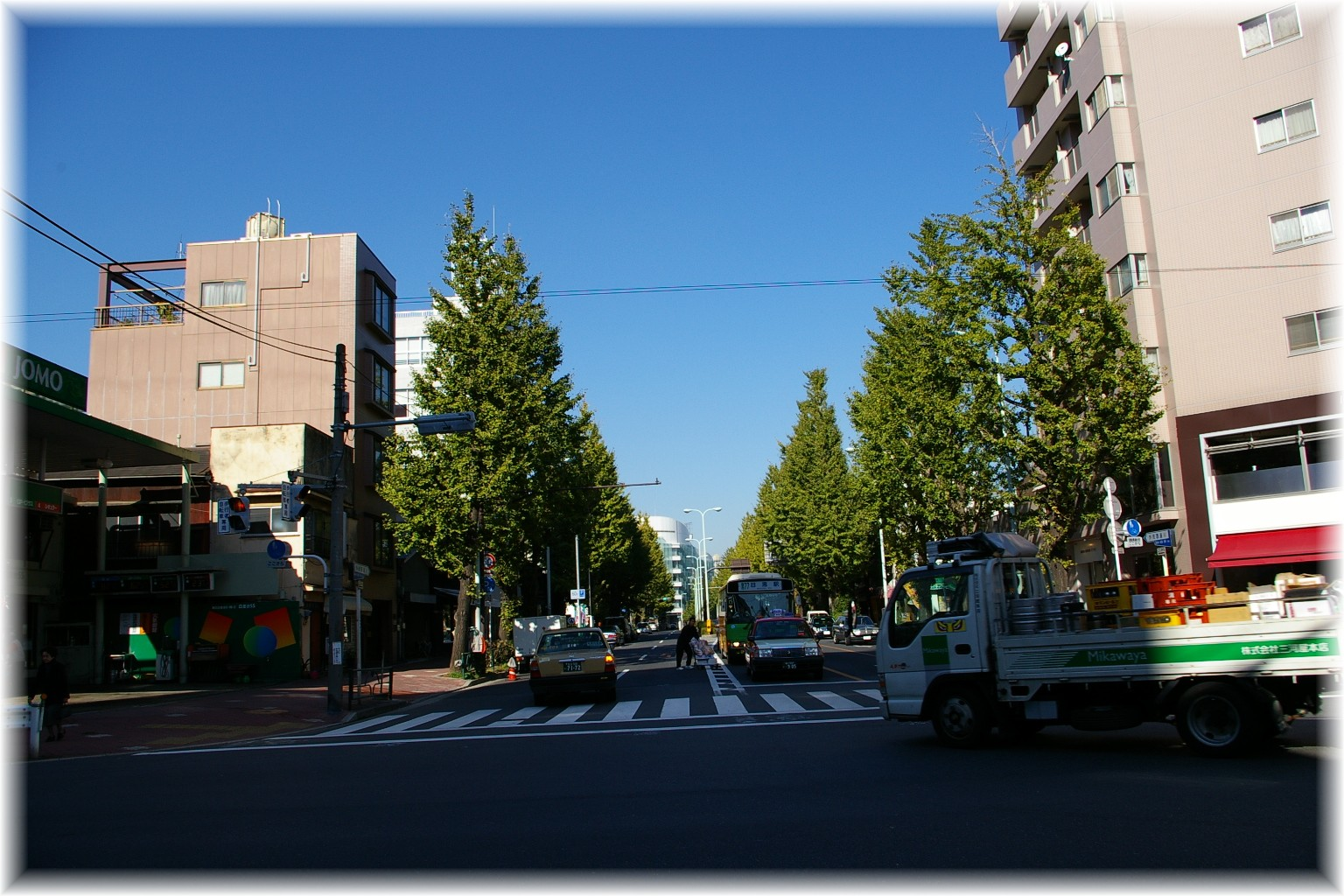
プラチナ通り（白金台交差点）

### 整備計画
富久町より北（医大通りより団子坂（若松河田駅の西））の区間が環状4号線として延伸工事中である。
南側についても白金台交差点から高輪・港南方面への延伸計画があり、平成29年に環境現況調査が完了し、延伸についての住民説明会が開催された。工事期間は2019年（令和元年）から2032年（令和14年）で、2027年（令和9年）のリニア中央新幹線品川駅開業や高輪ゲートウェイ駅周辺の再開発完成に合わせて桜田通りから港南までを2027年（令和9年）に先行開業させる計画である。

## 地理

### 通過する自治体
- 東京都
  - 品川区
  - 港区
  - 渋谷区
  - 新宿区

### 重複区間
本線
- 東京都道317号環状六号線（山手通り）（大崎郵便局 - 北品川二丁目）

### 区間と連絡道路

#### 本線

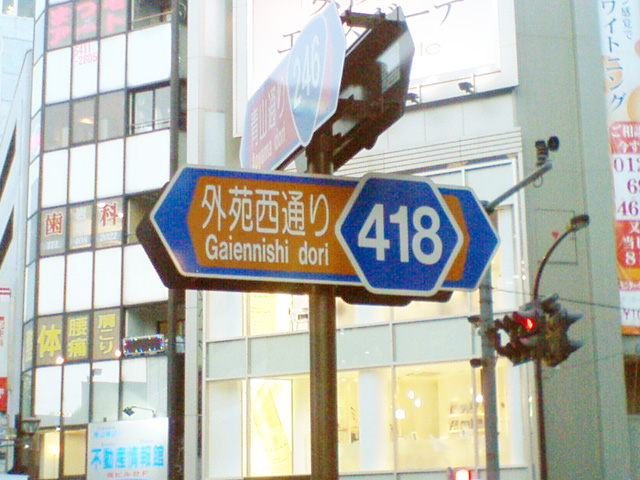
南青山三丁目交差点（港区）

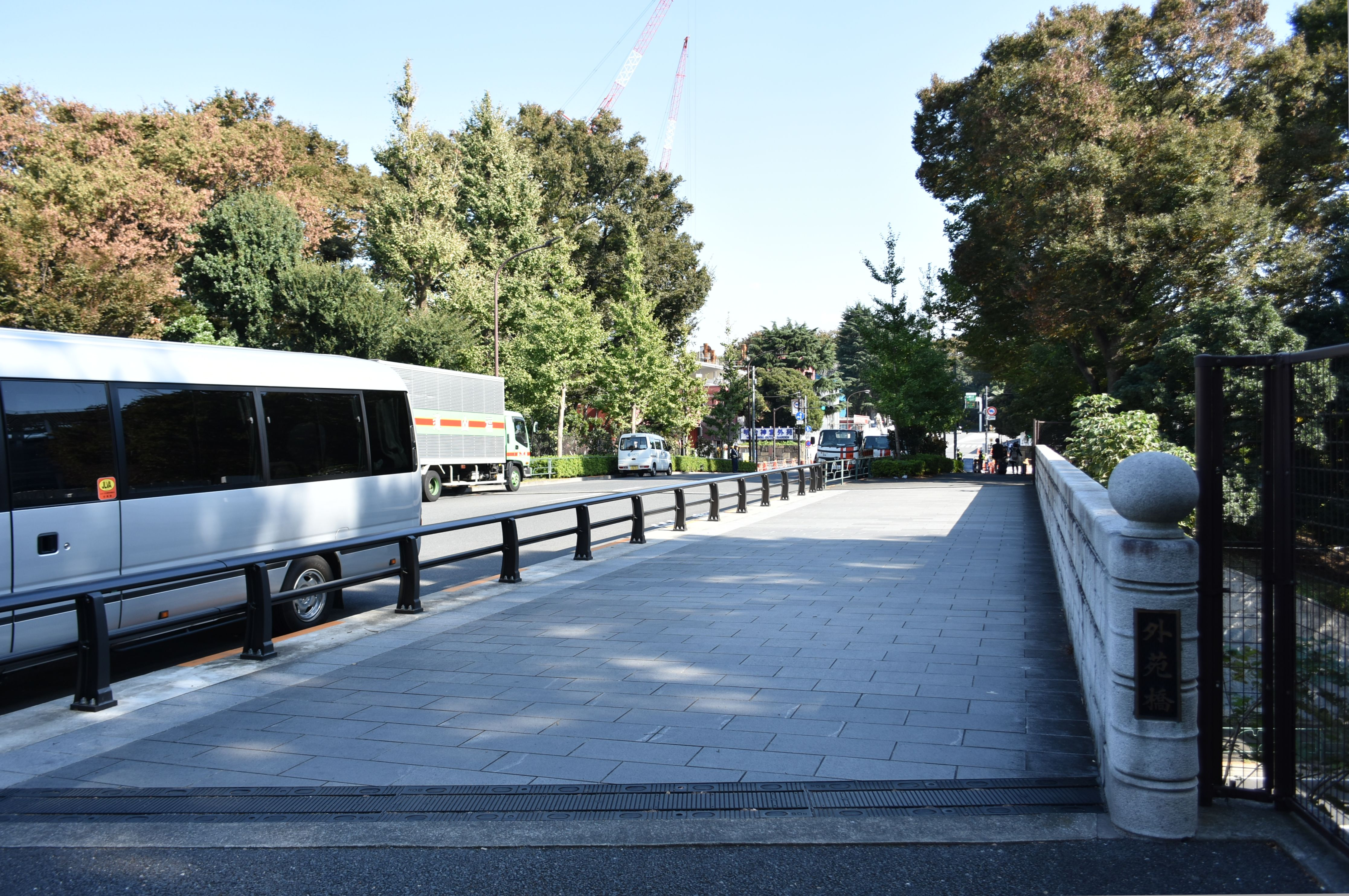
外苑橋（2018年10月22日撮影）

| 交差する道路                                                     | 交差点名       | 所在地 | 所在地 |
| ---------------------------------------------------------------- | -------------- | ------ | ------ |
| 国道15号（第一京浜）                                             | 北品川二丁目   | 東京都 | 品川区 |
| 東京都道2号東京丸子横浜線                                        | 大崎広小路     | 東京都 | 品川区 |
| 国道1号（桜田通り）                                              | 西五反田一丁目 | 東京都 | 品川区 |
| 東京都道317号環状六号線（山手通り）                              | 大崎郵便局     | 東京都 | 品川区 |
| 東京都道312号白金台町等々力線（目黒通り）                        | 上大崎         | 東京都 | 港区   |
| 東京都道312号白金台町等々力線（目黒通り） 支線                   | 庭園美術館西   | 東京都 | 港区   |
| 東京都道312号白金台町等々力線（目黒通り）                        | 白金台         | 東京都 | 港区   |
| 支線                                                             | 白金六丁目     | 東京都 | 港区   |
| 東京都道305号芝新宿王子線（恵比寿通り）                          | 恵比寿三丁目   | 東京都 | 渋谷区 |
| 東京都道416号古川橋二子玉川線（明治通り）                        | 天現寺橋       | 東京都 | 渋谷区 |
| 東京都道412号霞ヶ関渋谷線（六本木通り）                          | 西麻布         | 東京都 | 渋谷区 |
| 国道246号（青山通り）                                            | 南青山三丁目   | 東京都 | 渋谷区 |
| 東京都道414号四谷角筈線                                          | 外苑橋         | 東京都 | 渋谷区 |
| （新宿通り） 国道20号（甲州街道）                                | 四谷四丁目     | 東京都 | 新宿区 |
| 東京都道302号新宿両国線・東京都道430号新宿停車場前線（靖国通り） | 富久町西       | 東京都 | 新宿区 |

支線
- 上大崎
|
- （白金トンネル）
|
- 白金6丁目

### 沿線
- 首都高速2号目黒線天現寺出入口
- 笄川
- 聖心女子大学
- 有栖川宮記念公園
- ルーマニア大使館
- 日本赤十字社医療センター
- 首都高速3号渋谷線高樹町出入口
- 青山霊園
- ワタリウム美術館
- 原宿団地
- 明治公園
- 国立競技場
- 東京体育館
- 穏田川
- 首都高速4号新宿線外苑出入口
- 新宿御苑
- 東京メトロ日比谷線広尾駅